# Beatriz Cuesta Arribas
Beatriz Cuesta Arribas (Baracaldo, Vizcaya, España, 23 de febrero de 1993) es una árbitra de fútbol español de la Primera División Femenina de España. Pertenece al Comité de Árbitros de Galicia.

## Trayectoria
Ascendió a la máxima categoría del fútbol femenino español el año 2018.

## Temporadas
| Categoría        | País   | Año   |
| ---------------- | ------ | ----- |
| Primera División | España | 2018- |